# Irrawaddy-delfin
Irrawaddy-delfinen (Orcaella brevirostris) er en lyst farvet delfin, der i udseende ligner en lille hvidhval. Den lever i floder, flodmundinger og lavvandede områder nær kysten, fra Den Bengalske Bugt i nordvest til det nordlige Australien i sydøst, bl.a. i Irrawaddy-floden i Myanmar.

## Udseende
Længden er omkring 220 centimeter, mens vægten er 120 kg. Hovedet er rundt med en stor melon og den bevægelige hals er tydeligt markeret. Rygfinnen sidder langt tilbage og er lille og trekantet. Lufferne er lange og brede. Som noget usædvanligt for delfiner er blåsthullet placeret til venstre for kroppens midtlinje.